# Tetramicra
Tetramicra é um género botânico pertencente à família das orquídeas (Orchidaceae).

## Lista de espécies
- Tetramicra bulbosa Mansf. (1926)
- Tetramicra canaliculata (Aubl.) Urb. (1918)  - especie tipo
- Tetramicra elegans (Ham.) Cogn.  (1910)
- Tetramicra eulophiae (Rchb.f.) Rchb.f. ex Griseb. (1866)
- Tetramicra malpighiarum J.A.Hern. & M.A.Díaz (2000)
- Tetramicra montecristensis H.Dietr. (1984)
- Tetramicra parviflora Lindl. ex Griseb. (1864)
- Tetramicra pratensis (Rchb.f.) Rolfe (1889)
- Tetramicra riparia[1]
- Tetramicra schoenina (Rchb.f.) Rolfe (1889)
- Tetramicra schomburgkii (Rchb.f.) Rolfe (1889)
- Tetramicra simplex Ames (1923)
- Tetramicra tenera (A.Rich.) Griseb. ex Benth. (1881)
- Tetramicra urbaniana Cogn. (1910)
- Tetramicra zanonii Nir (2000)